# ショットガン・ウェディング
『ショットガン・ウェディング』（原題：Shotgun Weddin）は、アメリカで公開予定のロマンティック・コメディ・アクション映画で、Mark HammerとElizabeth Meriwetherが脚本を担当し、Jason Mooreが監督を務めた。主演はジェニファー・ロペスとジョシュ・デュアメル。
2022年6月29日にライオンズゲート・フィルムズから公開される予定となっている。

## 概略
ダーシーとトムは、愛すべきだが非常に意見の多い家族を集めて、究極のデスティネーション・ウェディングを行うも、その矢先に二人の愛はさめてしまう。しかし、突然、パーティー参加者全員が人質に取られ、全員の命が危険にさらされてしまう。二人は協力して愛する人たちを救わなければならない、もしお互いに殺し合ってしまわなければの話だが。

## キャスト
- ダーシー - ジェニファー・ロペス
- トム - ジョシュ・デュアメル
- ソニア・ブラガ
- ジェニファー・クーリッジ
- ショーン - レニー・クラヴィッツ
- ロバート - チーチ・マリン
- ハリエット - ダーシー・カーデン
- マージ - セレーナ・タン
- リッキー - デスミン・ボルヘス
- ドッグフェイス - アレックス・マラリ・ジュニア
- ジェイミー - キャリー・ヘルナンデス
- ラリー - スティーブ・コールター

## 製作

### 企画
本作は、2019年1月29日に発表された当初、主演にライアン・レイノルズを起用し、監督に『ピッチ・パーフェクト』のジェイソン・ムーア、脚本にマーク・ハマーがエリザベス・メリウェザーとともに担当することが決まっていた。Mandeville Films社のTodd Lieberman氏とDavid Hoberman氏が、レイノルズの制作会社であるMaximum Effort社を通じて、彼とともに本作をプロデュースすることになっていた。ロペス、Elaine Goldsmith-Thomas、Benny Medinaは、2020年10月にNuyorican Productionsを通じて本作のプロデューサーとして参加した。

### キャスティング
2020年10月27日、ジェニファー・ロペスが女性主人公にキャスティングされた。また、ライアンに代わってアーミー・ハマーがキャスティングされたが、2021年1月、彼に対する虐待疑惑をきっかけに降板することとなった。ハマーの降板が発表されると、彼は声明の中で次のように述べている。
「このようなデタラメな主張に答えるつもりはありませんが、ネット上での私に対する悪意に満ちた有りもしない攻撃を考慮すると、安心して、4ヶ月間子供を置いてドミニカ共和国で映画を撮影することはできません。ライオンズゲートはこの件で私をサポートしてくれており、そのことに感謝しています」。
2021年1月19日、ハマーの後任としてジョシュ・デュアメルが初期の交渉に入り、翌月には彼のキャスティングが決定した。ソニア・ブラガとジェニファー・クーリッジも主要な役に起用された。2021年2月16日、レニー・クラヴィッツ、チーチ・マリン、D'Arcy Carden、Selena Tan、Desmin Borges、Alex Mallari Jr.がキャスティングされた。2021年5月7日、Callie HernandezとSteve Coulterが本作のキャストに加わった。

### 撮影
撮影は当初、2019年の夏に開始される予定だったが、その後、2021年2月22日にスケジュールし直され、ボストンとドミニカ共和国で撮影が行われた。ロペスはInstagramで、2021年4月22日に正式に主要撮影が終了したことを発表した。

## 公開
本作は2022年6月29日に劇場公開される予定となっている。